# لیگ اروپا ۱۹–۲۰۱۸
لیگ اروپا ۱۹–۲۰۱۸ (انگلیسی: 2018–19 UEFA Europa League) چهل و هشتمین دورهٔ رقابت‌های سطح دوم باشگاه‌های اروپایی است که توسط یوفا برگزار می‌شود و دهمین دورهٔ آن بعد از تغییر نام این جام از جام یوفا به لیگ اروپا می‌باشد.
فینال لیگ اروپا ۲۰۱۹ در ورزشگاه المپیک در باکو آذربایجان برگزار شد
قهرمان لیگ اروپا ۱۹–۲۰۱۸ به صورت خودکار به مرحلهٔ گروهی مسابقات لیگ قهرمانان اروپا ۲۰–۲۰۱۹ صعود خواهد کرد و همچنین در بازی سوپر جام اروپا ۲۰۱۹ مقابل قهرمان لیگ قهرمانان اروپا ۱۹–۲۰۱۸ به میدان خواهد رفت.
برای نخستین بار قرار است در مسابقه فینال این تورنمنت از سیستم کمک داور ویدئویی استفاده شود.
اتلتیکو مادرید با صعود به دور حذفی لیگ قهرمانان اروپا ۱۹–۲۰۱۸ قادر نخواهد بود از عنوان قهرمانی‌اش در این رقابت‌ها دفاع کند.

## سهمیه‌بندی اتحادیه‌ها
مجموع ۲۱۳ تیم از ۵۵ اتحادیه عضو یوفا در لیگ اروپا ۱۹–۲۰۱۸ شرکت کردند. تعداد تیم‌های شرکت‌کننده از هر اتحادیه بر اساس ضریب یوفا تعیین شده‌است که جزئیات آن به شرخ زیر است:
- اتحادیه‌های ۱ تا ۵۱ (به جز لیختن‌اشتاین) هر کدام ۳ تیم برای راهیابی دارند.
- اتحادیه‌های ۵۲ تا ۵۴ هر کدام ۲ تیم برای راهیابی دارند.
- لیختن‌اشتاین و کوزوو (اتحادیه ۵۵) تنها یک تیم برای شرکت در مسابقات دارند (لیختن‌اشتاین تنها جام حذفی برگزار می‌کند و لیگ ندارد؛ کوزوو هم به تصمیم کمیته اجرایی یوفا).
- علاوه بر این، ۵۵ تیم حذف شده از لیگ قهرمانان اروپا ۱۸–۲۰۱۷ به لیگ اروپا منتقل می‌شوند. (در واقع ۵۷ تیم، اما دو تیم کمتر در لیگ قهرمانان اروپا ۱۹–۲۰۱۸ رقابت می‌کنند)

## مرحله پلی–آف
المپیاکوس ۳–۱ برنلی انگلیس 

## مرحله گروهی

### گروه A
| رتبه | تیم                       | بازی | ب | م | ش | گ‌ز | گ‌خ | ت  | ام | راه‌یابی            |
| ---- | ------------------------- | ---- | - | - | - | -- | -- | -- | -- | ------------------ |
| ۱    | بایر ۰۴ لورکوزن           | ۶    | ۴ | ۱ | ۱ | ۱۶ | ۹  | ۷+ | ۱۳ | صعود به مرحله حذفی |
| ۲    | باشگاه فوتبال اف سی زوریخ | ۶    | ۳ | ۱ | ۲ | ۷  | ۶  | ۱+ | ۱۰ | صعود به مرحله حذفی |
| ۳    | آاک لارناکا               | ۶    | ۱ | ۲ | ۳ | ۶  | ۱۲ | ۶- | ۵  |                    |
| ۴    | لودوگورتس رازگراد         | ۶    | ۰ | ۴ | ۲ | ۵  | ۷  | ۲- | ۴  |                    |

| باشگاه فوتبال بایر ۰۴ لورکوزن | باشگاه فوتبال اف‌سی زوریخ | باشگاه فوتبال آاک لارناکا | لودوگورتس |
| ----------------------------- | ------------------------ | ------------------------- | --------- |
| —                             | ۱–۰                      | ۴–۲                       | ۱–۱       |
| ۳–۲                           | —                        | ۱–۲                       | ۱–۰       |
| ۱–۵                           | ۰–۱                      | —                         | ۱–۱       |
| ۲–۳                           | ۱–۱                      | ۰–۰                       | —         |

### گروه B
بازی ب ب م ش گ. ز گ. خ ت. ف
سالزبورگ ۶ ۶ ۰ ۰ ۱۷ ۶ ۱۱
سلتیک ۶ ۳ ۰ ۳ ۶ ۸ ۲_
لایپزیش ۶ ۲ ۱ ۳ ۹ ۸ ۱
روزنبرگ ۶ ۰ ۱ ۵ ۴ ۱۴ ۱۰_

## مرحله حذفی

### یک‌شانزدهم نهایی
| تیم ۱                          | نتیجه‌نهایی            | تیم ۲                            | بازی رفت | بازی برگشت |
| ------------------------------ | --------------------- | -------------------------------- | -------- | ---------- |
| باشگاه فوتبال ویکتوریا پلزن    | ۲–۴                   | باشگاه فوتبال دینامو زاگرب       | ۲–۱      | ۰–۳        |
| باشگاه فوتبال کلوب بروخه       | ۲–۵                   | باشگاه فوتبال ردبول زالتسبورگ    | ۲–۱      | ۰–۴        |
| باشگاه فوتبال راپید وین        | ۰–۵                   | باشگاه فوتبال اینتر میلان        | ۰–۱      | ۰–۴        |
| باشگاه فوتبال اسلاویا پراگ     | ۴–۱                   | باشگاه فوتبال خنک                | ۰–۰      | ۴–۱        |
| باشگاه فوتبال کراسنودار        | ۱–۱ (گل در خانه حریف) | باشگاه فوتبال بایر ۰۴ لورکوزن    | ۰–۰      | ۱–۱        |
| باشگاه فوتبال زوریخ            | ۱–۵                   | باشگاه فوتبال ناپولی             | ۱–۳      | ۰–۲        |
| باشگاه فوتبال مالمو            | ۱–۵                   | باشگاه فوتبال چلسی               | ۱–۲      | ۰–۳        |
| باشگاه فوتبال شاختار دونتسک    | ۳–۶                   | باشگاه فوتبال آینتراخت فرانکفورت | ۲–۲      | ۱–۴        |
| باشگاه فوتبال سلتیک            | ۰–۳                   | باشگاه فوتبال والنسیا            | ۰–۲      | ۰–۱        |
| باشگاه فوتبال رن               | ۶–۴                   | باشگاه فوتبال رئال بتیس          | ۳–۳      | ۳–۱        |
| باشگاه فوتبال المپیاکوس        | ۲–۳                   | باشگاه فوتبال دینامو کیف         | ۲–۲      | ۰–۱        |
| باشگاه فوتبال لاتزیو           | ۰–۳                   | باشگاه فوتبال سویا               | ۰–۱      | ۰–۲        |
| باشگاه فوتبال فنرباغچه         | ۲–۳                   | باشگاه فوتبال زنیت سن پترزبورگ   | ۱–۰      | ۱–۳        |
| باشگاه فوتبال اسپورتینگ پرتغال | ۱–۲                   | باشگاه فوتبال ویارئال            | ۰–۱      | ۱–۱        |
| باشگاه فوتبال باته بوریسف      | ۱–۳                   | باشگاه فوتبال آرسنال             | ۱–۰      | ۰–۳        |
| باشگاه فوتبال گالاتاسرای       | ۱–۲                   | باشگاه فوتبال بنفیکا             | ۱–۲      | ۰–۰        |

### یک‌هشتم نهایی
| تیم ۱            | نتیجه‌نهایی | تیم ۲           | بازی رفت | بازی برگشت |
| ---------------- | ---------- | --------------- | -------- | ---------- |
| چلسی             | ۸–۰        | دینامو کیف      | ۳–۰      | ۵–۰        |
| فرانکفورت        | ۱–۰        | اینتر میلان     | ۰–۰      | ۱–۰        |
| دینامو زاگرب     | ۱–۳        | بنفیکا          | ۱–۰      | ۰–۳ (و.ا.) |
| ناپولی           | ۴–۳        | ردبول زالتسبورگ | ۳–۰      | ۱–۳        |
| والنسیا          | ۳–۲        | کراسنودار       | ۲–۱      | ۱–۱        |
| سویا             | ۵–۶        | اسلاویا پراگ    | ۲–۲      | ۳–۴ (و.ا.) |
| رن               | ۳–۴        | آرسنال          | ۳–۱      | ۰–۳        |
| زنیت سن پترزبورگ | ۲–۵        | ویارئال         | ۱–۳      | ۱–۲        |

یادداشت
1. ↑  Order of legs reversed after original draw, in order to avoid a scheduling conflict with the Chelsea v Dynamo Kyiv match in the same city.

### یک‌چهارم نهایی
| تیم ۱        | نتیجه‌نهایی            | تیم ۲     | بازی رفت | بازی برگشت |
| ------------ | --------------------- | --------- | -------- | ---------- |
| آرسنال       | ۳–۰                   | ناپولی    | ۲–۰      | ۱–۰        |
| ویارئال      | ۱–۵                   | والنسیا   | ۱–۳      | ۰–۲        |
| بنفیکا       | ۴–۴ (گل در خانه حریف) | فرانکفورت | ۴–۲      | ۰–۲        |
| اسلاویا پراگ | ۳–۵                   | چلسی      | ۰–۱      | ۳–۴        |

یادداشت
1. ↑  Order of legs reversed after original draw, in order to avoid a scheduling conflict with the Chelsea v Slavia Prague match in the same city.

### نیمه نهایی
| تیم ۱     | نتیجه‌نهایی  | تیم ۲   | بازی رفت | بازی برگشت |
| --------- | ----------- | ------- | -------- | ---------- |
| آرسنال    | ۷–۳         | والنسیا | ۳–۱      | ۴–۲        |
| فرانکفورت | ۲–۲ (۳–۴ پ) | چلسی    | ۱–۱      | ۱–۱ (و.ا.) |

### فینال
| چلسی                                                            | ۴–۱ | آرسنال         |
| --------------------------------------------------------------- | --- | -------------- |
| الیویه ژیرو ۴۹' · پدرو رودریگز ۶۰' · ادن آزار ۶۵' (پنالتی)، ۷۲' |     | الکس آیوبی ۶۹' |